# Laz-Firtănuș, Harghita
Laz-Firtănuș (în maghiară Firtosiláz) este un sat în comuna Avrămești din județul Harghita, Transilvania, România.

 Acest articol despre o localitate din județul Harghita este deocamdată un ciot. Puteți ajuta Wikipedia prin completarea lui.